# Luciano Rigato
Luciano Rigato (Marghera, 29 febbraio 1944) è un ex calciatore italiano, di ruolo centrocampista.

## Caratteristiche tecniche
Rigato era una mezzala dotata di visione di gioco e buone capacità tecniche.

## Carriera

### Club
Rigato iniziò la sua carriera nel Lecco: alla sua prima stagione tra i professionisti ottenne tre presenze nella Serie B 1963-1964. Dopo un'ulteriore annata in seconda serie, conclusa ancora una volta con 2 partite giocate, giocò la Serie C 1965-1966 con l'Empoli. Fu poi ceduto alla Sampdoria, con cui disputò 4 partite in B nel campionato 1966-1967, segnando anche una rete: al termine del torneo vinse il titolo di B. Passò poi all'Arezzo, con cui giocò 19 partite durante la Serie C 1967-1968. Tornò in B con i colori del Catanzaro, scendendo in campo per 23 volte (2 gol) nella stagione 1968-1969; nel campionato seguente ottenne 19 presenze, con 1 gol, raggiungendo quota 50 in Serie B. Ceduto al Lecce, giocò 17 incontri durante la Serie C 1970-1971. Giocò poi con Viterbese in C, Sanremese in Promozione e in D, Novese in D prima di disputare la sua ultima stagione nel girone A della Serie D 1977-1978 con l'Albenga, ottenendo, a fine torneo, un 13º posto. In carriera vestì anche le maglie di Mestrina e Potenza.

## Palmarès

### Club

#### Competizioni nazionali
- Serie B: 1

Sampdoria: 1966-1967
- Serie C: 1

Arezzo: 1968-1969

#### Competizioni regionali
- Promozione: 1

Sanremese: Liguria 1974-1975